# 제12비행사단
제12비행사단(일본어: 第12飛行師団 다이쥬니히코시단[*])은 일본 제국 육군 항공대의 항공사단으로, 관동군의 항공대로 시작한 부대이다. 통칭호는 "天風 덴후[*] 1042"
1944년 7월, 미국의 일본 본토 공습에 대항하기 위한 기타큐슈 지구의 항공부대로서 제19비행단을 제19비행사단으로 재편성되어, 제16방면군의 지휘를 받았다. 12월부터 B-29를 요격하기 위해 특별공격대인 가이텐(回天) 부대를 편성하였다.

## 지휘부
| # | 계급 | 성명            | 취임일          | 이임일          | 비고  |
| - | ---- | --------------- | --------------- | --------------- | ----- |
| 1 | 소장 | 후루야 겐조     | 1944년 7월 18일 | 1944년 9월 13일 | [ 1 ] |
| 2 | 소장 | 미요시 야스유키 | 1944년 9월 13일 | 1945년 5월 16일 | [ 2 ] |
| 3 | 소장 | 하부 슈지       | 1945년 5월 16일 | 종전            | [ 3 ] |

| # | 계급 | 성명              | 취임일          | 이임일 | 비고  |
| - | ---- | ----------------- | --------------- | ------ | ----- |
| 1 | 대좌 | 후루카와 가즈하루 | 1945년 6월 10일 | 종전   | [ 4 ] |

## 전투 서열, 종전당시
| 전투부대 - 비행 제4전대 (2식복전) - 비행 제47전대 (전투) - 비행 제71전대 (4식전) | 비행장부대 - 제51항공지구사령부 - 제4비행장대대 - 제64비행장대대 - 제65비행장대대 - 제193비행장대대 - 제194비행장대대 - 제235비행장대대 - 제236비행장대대 - 제248비행장대대 | 통신부대 - 제1항공통신단 사령부 - 제18항공통신연대 - 제19항공통신연대 |

## 장비
- 전투기
  - 2식 복좌전투기
  - 3식 전투기
  - 4식 전투기
- 정찰기
  - 100식 사령부정찰기

## 기록

### 계보
- 1944년 7월 15일, 第12飛行師団 →제12비행사단

### 참전
- 일본 전역

## 참고 자료
- 秦郁彦 (2005). 《日本陸海軍総合事典》 (일본어) 2판. 東京大学出版会.
- 外山操 (1981). 《陸海軍将官人事総覧 陸軍篇》 (일본어). 芙蓉書房.
- 外山操 (1987).  森松俊夫, 편집. 《帝国陸軍編制総覧》 (일본어). 芙蓉書房.
- 木俣滋郎 (1987). 《陸軍航空隊全史》. 航空戦史シリーズ90 (일본어). 朝日ソノラマ.
- 《太平洋戦争師団戦史》. 別冊歴史読本 戦記シリーズNo.32 (일본어). 新人物往来社. 1996.
- 防衛研究所戦史室 (1976). 《陸軍航空の軍備と運用（3）大東亜戦争終戦まで》. 戦史叢書 (일본어). 朝雲新聞社. ASIN: B000J9J2WO.